# Raznezje
Raznezje (Russisch: Разнежье) is een plaats (selo) in het district Vorotynski van de Russische oblast Nizjni Novgorod. De plaats bevindt zich aan de noordelijke oever van (een afgesneden bocht) van de Wolga en vormt het centrum van de gelijknamige selsovjet. Het dorp ligt ongeveer 100 km ten oosten van Nizjni Novgorod. Volgens de volkstelling van 2010 waren er 455 inwoners.

## Geschiedenis
Volgens een kroniek uit Soezdal bestond er in 1372 al een nederzetting genaamd Raznezje. De kroniek van Nizjni Novgorod bevestigt het bestaan ervan 100 jaar later. Een leger dat over de Wolga op weg was naar Kazan, bracht er in mei 1469 de nacht door.
Rond 1635 werd een houten kerk met tentvormig dak gebouwd. Rond 1650 werd in de moerasachtige omgeving de aanwezigheid van ijzeroer ontdekt, wat leidde tot de vestiging van een ijzergieterij.
De Wolga-scheepvaart leverde economische activiteit op. Een scheepswerf bood werkgelegenheid aan onder andere timmerlieden; ook was hiervoor houtkap nodig in de omliggende bossen. Een andere Wolga-gerelateerde activiteit was visvangst. Na herstructureringen vanaf 1985 kwam er een eind aan de houtkap.
Nabij het dorp bevinden zich de vakantieverblijven Raznezje (sinds 2005) en Zavod (sinds 2007), beide gelegen aan de oever van de Wolga.